# Пожидаев, Евгений Иванович

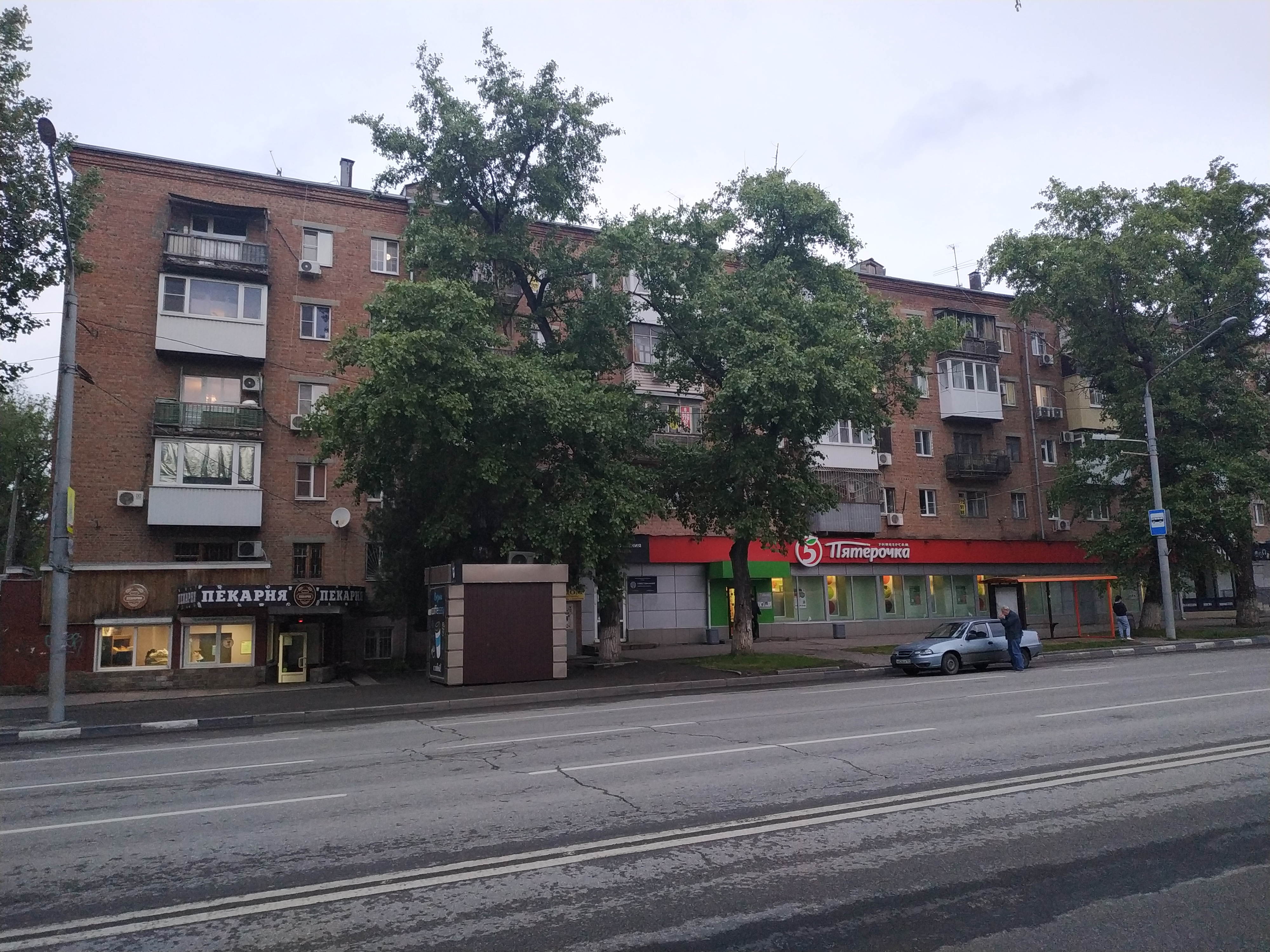
Дом, где жил Е. И. Пожидаев

Евгений Иванович Пожидаев (3 февраля 1930 — 2009) — советский борец классического стиля, чемпион СССР, мастер спорта СССР (1956).

## Биография
Увлёкся борьбой в 1948 году.
Участвовал в пяти чемпионатах СССР. Тренировался под руководством Заслуженного тренера СССР Михаила Климачева. Выступал в средней весовой категории (до 79 кг).

## Спортивные результаты
- Чемпионат СССР по классической борьбе 1957 года —